# Kvalspelet till Europamästerskapet i fotboll 2012 (grupp B)
Grupp B i kvalspelet till Europamästerskapet i fotboll 2012 är en kvalificeringsgrupp till Europamästerskapet i fotboll 2012.
I gruppen spelar Andorra, Armenien, Irland, Makedonien, Ryssland (som tog sig till semifinal i EM 2008) och Slovakien.

## Tabell
| Nr | Lag        | S  | V | O | F  | GM | IM | MS  | P  |
| -- | ---------- | -- | - | - | -- | -- | -- | --- | -- |
| 1  | Ryssland   | 10 | 7 | 2 | 1  | 17 | 4  | +13 | 23 |
| 2  | Irland     | 10 | 6 | 3 | 1  | 15 | 7  | +8  | 21 |
| 3  | Armenien   | 10 | 5 | 2 | 3  | 22 | 10 | +12 | 17 |
| 4  | Slovakien  | 10 | 4 | 3 | 3  | 7  | 10 | −3  | 15 |
| 5  | Makedonien | 10 | 2 | 2 | 6  | 8  | 14 | −6  | 8  |
| 6  | Andorra    | 10 | 0 | 0 | 10 | 1  | 25 | −24 | 0  |

## Resultat
|  | 3 september 2010 | Slovakien     | 1 – 0        | Makedonien | Štadión Pasienky                                            |                                                             |
|  |                  | Hološko 90+1′ | Matchrapport |            | Bratislava Publik: 5 980 Domare: Claudio Circhetta, Schweiz | Bratislava Publik: 5 980 Domare: Claudio Circhetta, Schweiz |
|  |                  |               |              |            | Bratislava Publik: 5 980 Domare: Claudio Circhetta, Schweiz | Bratislava Publik: 5 980 Domare: Claudio Circhetta, Schweiz |
|  |                  |               |              |            | Bratislava Publik: 5 980 Domare: Claudio Circhetta, Schweiz | Bratislava Publik: 5 980 Domare: Claudio Circhetta, Schweiz |

|  | 3 september 2010 | Armenien | 0 – 1        | Irland    | Vazgen Sargsyan Republikanstadion                 |                                                   |
|  |                  |          | Matchrapport | 68′ Fahey | Jerevan Publik: 8 600 Domare: Zsolt Szabó, Ungern | Jerevan Publik: 8 600 Domare: Zsolt Szabó, Ungern |
|  |                  |          |              |           | Jerevan Publik: 8 600 Domare: Zsolt Szabó, Ungern | Jerevan Publik: 8 600 Domare: Zsolt Szabó, Ungern |
|  |                  |          |              |           | Jerevan Publik: 8 600 Domare: Zsolt Szabó, Ungern | Jerevan Publik: 8 600 Domare: Zsolt Szabó, Ungern |

|  | 3 september 2010 | Andorra | 0 – 2        | Ryssland                             | Estadi Comunal d'Andorra la Vella                        |                                                          |
|  |                  |         | Matchrapport | 14′ Pogrebnjak 54′ (str.) Pogrebnjak | Andorra la Vella Publik: 1 100 Domare: Marco Borg, Malta | Andorra la Vella Publik: 1 100 Domare: Marco Borg, Malta |
|  |                  |         |              |                                      | Andorra la Vella Publik: 1 100 Domare: Marco Borg, Malta | Andorra la Vella Publik: 1 100 Domare: Marco Borg, Malta |
|  |                  |         |              |                                      | Andorra la Vella Publik: 1 100 Domare: Marco Borg, Malta | Andorra la Vella Publik: 1 100 Domare: Marco Borg, Malta |

|  | 7 september 2010 | Ryssland | 0 – 1        | Slovakien | LokomotivStadion                                          |                                                           |
|  |                  |          | Matchrapport | 27′ Stoch | Moskva Publik: 27 052 Domare: Frank De Bleeckere, Belgien | Moskva Publik: 27 052 Domare: Frank De Bleeckere, Belgien |
|  |                  |          |              |           | Moskva Publik: 27 052 Domare: Frank De Bleeckere, Belgien | Moskva Publik: 27 052 Domare: Frank De Bleeckere, Belgien |
|  |                  |          |              |           | Moskva Publik: 27 052 Domare: Frank De Bleeckere, Belgien | Moskva Publik: 27 052 Domare: Frank De Bleeckere, Belgien |

|  | 7 september 2010 | Irland                          | 3 – 1        | Andorra      | Landsdowne Road                                          |                                                          |
|  |                  | 15′ Kilbane 41′ Doyle 54′ Keane | Matchrapport | 45′ Martinez | Dublin Publik: 40 283 Domare: Leonitios Trattiou, Cypern | Dublin Publik: 40 283 Domare: Leonitios Trattiou, Cypern |
|  |                  |                                 |              |              | Dublin Publik: 40 283 Domare: Leonitios Trattiou, Cypern | Dublin Publik: 40 283 Domare: Leonitios Trattiou, Cypern |
|  |                  |                                 |              |              | Dublin Publik: 40 283 Domare: Leonitios Trattiou, Cypern | Dublin Publik: 40 283 Domare: Leonitios Trattiou, Cypern |

|  | 7 september 2010 | Makedonien                                            | 2 – 2 | Armenien                                   | Arena Filip II                                     |                                                    |
|  |                  | Mario Gjurovski 42′ Ilčo Naumoski 90+6′ (straffspark) |       | Yura Movsisyan 41′ Edgar Manucharyan 90+1′ | Skopje Publik: 9 000 Domare: Espen Berntsen, Norge | Skopje Publik: 9 000 Domare: Espen Berntsen, Norge |
|  |                  |                                                       |       |                                            | Skopje Publik: 9 000 Domare: Espen Berntsen, Norge | Skopje Publik: 9 000 Domare: Espen Berntsen, Norge |
|  |                  |                                                       |       |                                            | Skopje Publik: 9 000 Domare: Espen Berntsen, Norge | Skopje Publik: 9 000 Domare: Espen Berntsen, Norge |

|  | 8 oktober 2010 | Irland                           | 2 – 3   | Ryssland                               | Aviva Stadium, Dublin                              |                                                    |
|  |                | Robbie Keane 72′ (str.) Long 78′ | Rapport | Kerzjakov 11′ Dzagoev 29′ Sjirokov 50′ | Publik: 50 411 Domare: Kevin Blom, (Nederländerna) | Publik: 50 411 Domare: Kevin Blom, (Nederländerna) |
|  |                |                                  |         |                                        | Publik: 50 411 Domare: Kevin Blom, (Nederländerna) | Publik: 50 411 Domare: Kevin Blom, (Nederländerna) |
|  |                |                                  |         |                                        | Publik: 50 411 Domare: Kevin Blom, (Nederländerna) | Publik: 50 411 Domare: Kevin Blom, (Nederländerna) |

|  | 8 oktober 2010 | Armenien                                                        | 3 – 1 | Slovakien          | Hanrapetakanstadion                                   |                                                       |
|  |                | Jowra Movsisian 23′ Gevorg Ghazaryan 50′ Henrich Mchitarjan 89′ |       | Wladimir Weiss 37′ | Jerevan Publik: 8 500 Domare: Daniele Orsato, Italien | Jerevan Publik: 8 500 Domare: Daniele Orsato, Italien |
|  |                |                                                                 |       |                    | Jerevan Publik: 8 500 Domare: Daniele Orsato, Italien | Jerevan Publik: 8 500 Domare: Daniele Orsato, Italien |
|  |                |                                                                 |       |                    | Jerevan Publik: 8 500 Domare: Daniele Orsato, Italien | Jerevan Publik: 8 500 Domare: Daniele Orsato, Italien |

|  | 8 oktober 2010 | Andorra | 0 – 2 | Makedonien |  |  |
|  |                |         |       |            |  |  |
|  |                |         |       |            |  |  |
|  |                |         |       |            |  |  |

|  | 12 oktober 2010 | Slovakien      | 1 – 1 | Irland             | Štadión pod Dubňom                                              |                                                                 |
|  |                 | Ján Ďurica 36′ |       | Sean St Ledger 16′ | Žilina Publik: 10 892 Domare: Alberto Undiano Mallenco, Spanien | Žilina Publik: 10 892 Domare: Alberto Undiano Mallenco, Spanien |
|  |                 |                |       |                    | Žilina Publik: 10 892 Domare: Alberto Undiano Mallenco, Spanien | Žilina Publik: 10 892 Domare: Alberto Undiano Mallenco, Spanien |
|  |                 |                |       |                    | Žilina Publik: 10 892 Domare: Alberto Undiano Mallenco, Spanien | Žilina Publik: 10 892 Domare: Alberto Undiano Mallenco, Spanien |

|  | 12 oktober 2010 | Makedonien | 0 – 1   | Ryssland     | Philip II Arena, Skopje                             |                                                     |
|  |                 |            | Rapport | 8′ Kerzjakov | Publik: 10 500 Domare: Stefan Johannesson (Sverige) | Publik: 10 500 Domare: Stefan Johannesson (Sverige) |
|  |                 |            |         |              | Publik: 10 500 Domare: Stefan Johannesson (Sverige) | Publik: 10 500 Domare: Stefan Johannesson (Sverige) |
|  |                 |            |         |              | Publik: 10 500 Domare: Stefan Johannesson (Sverige) | Publik: 10 500 Domare: Stefan Johannesson (Sverige) |

|  | 12 oktober 2010 | Armenien                                               | 4 – 0   | Andorra | Vazgen Sargsyan Republican Stadium                     |                                                        |
|  |                 | Ghazarjan 4′ Mchitarjan 16′ Movsisian 32′ Pizzelli 52′ | Rapport |         | Jerevan Publik: 12 000 Domare: Tomasz Mikuloski, Polen | Jerevan Publik: 12 000 Domare: Tomasz Mikuloski, Polen |
|  |                 |                                                        |         |         | Jerevan Publik: 12 000 Domare: Tomasz Mikuloski, Polen | Jerevan Publik: 12 000 Domare: Tomasz Mikuloski, Polen |
|  |                 |                                                        |         |         | Jerevan Publik: 12 000 Domare: Tomasz Mikuloski, Polen | Jerevan Publik: 12 000 Domare: Tomasz Mikuloski, Polen |

|  | 26 mars 2011 | Armenien | 0 – 0        | Ryssland | Yerevan Republican Stadium, Jerevan              |                                                  |
|  |              |          | Matchrapport |          | Publik: 15 000 Domare: Craig Thomson (Skottland) | Publik: 15 000 Domare: Craig Thomson (Skottland) |
|  |              |          |              |          | Publik: 15 000 Domare: Craig Thomson (Skottland) | Publik: 15 000 Domare: Craig Thomson (Skottland) |
|  |              |          |              |          | Publik: 15 000 Domare: Craig Thomson (Skottland) | Publik: 15 000 Domare: Craig Thomson (Skottland) |

|  | 26 mars 2011 | Irland               | 2 – 1        | Makedonien          | Dublin Arena, Dublin                       |                                            |
|  |              | McGeady 2′ Keane 21′ | Matchrapport | 45′ Ivan Trickovski | Publik: 30 000 Domare: Istvan Vad (Ungern) | Publik: 30 000 Domare: Istvan Vad (Ungern) |
|  |              |                      |              |                     | Publik: 30 000 Domare: Istvan Vad (Ungern) | Publik: 30 000 Domare: Istvan Vad (Ungern) |
|  |              |                      |              |                     | Publik: 30 000 Domare: Istvan Vad (Ungern) | Publik: 30 000 Domare: Istvan Vad (Ungern) |

|  | 26 mars 2011 | Andorra | 0 – 1        | Slovakien      | Estadi Comunal, Andorra la Vella            |                                             |
|  |              |         | Matchrapport | 21′ Filip Sebo | Publik: 200 Domare: Menashe Masiah (Israel) | Publik: 200 Domare: Menashe Masiah (Israel) |
|  |              |         |              |                | Publik: 200 Domare: Menashe Masiah (Israel) | Publik: 200 Domare: Menashe Masiah (Israel) |
|  |              |         |              |                | Publik: 200 Domare: Menashe Masiah (Israel) | Publik: 200 Domare: Menashe Masiah (Israel) |

|  | 4 juni 2011 | Slovakien  | 1–0          | Andorra | Štadión Pasienky, Bratislava                   |                                                |
|  |             | Karhan 63′ | Matchrapport |         | Publik: 4 300 Domare: Lorenc Jemini (Albanien) | Publik: 4 300 Domare: Lorenc Jemini (Albanien) |
|  |             |            |              |         | Publik: 4 300 Domare: Lorenc Jemini (Albanien) | Publik: 4 300 Domare: Lorenc Jemini (Albanien) |
|  |             |            |              |         | Publik: 4 300 Domare: Lorenc Jemini (Albanien) | Publik: 4 300 Domare: Lorenc Jemini (Albanien) |

|  | 4 juni 2011 | Makedonien | 0–2          | Irland        | Arena Filip II, Skopje                          |                                                 |
|  |             |            | Matchrapport | 8′, 37′ Keane | Publik: 29 500 Domare: Florian Meyer (Tyskland) | Publik: 29 500 Domare: Florian Meyer (Tyskland) |
|  |             |            |              |               | Publik: 29 500 Domare: Florian Meyer (Tyskland) | Publik: 29 500 Domare: Florian Meyer (Tyskland) |
|  |             |            |              |               | Publik: 29 500 Domare: Florian Meyer (Tyskland) | Publik: 29 500 Domare: Florian Meyer (Tyskland) |

|  | 4 juni 2011 | Ryssland                          | 3–1          | Armenien     | Petrovskijstadion, Sankt Petersburg                |                                                    |
|  |             | Pavljutjenko 26′, 59′, 73′ (str.) | Matchrapport | 25′ Pizzelli | Publik: 18 000 Domare: Stéphane Lannoy (Frankrike) | Publik: 18 000 Domare: Stéphane Lannoy (Frankrike) |
|  |             |                                   |              |              | Publik: 18 000 Domare: Stéphane Lannoy (Frankrike) | Publik: 18 000 Domare: Stéphane Lannoy (Frankrike) |
|  |             |                                   |              |              | Publik: 18 000 Domare: Stéphane Lannoy (Frankrike) | Publik: 18 000 Domare: Stéphane Lannoy (Frankrike) |

|  | 2 september 2011 | Ryssland    | 1 – 0        | Makedonien | Luzjnikistadion, Moskva                          |                                                  |
|  |                  | Semsjov 41′ | Matchrapport |            | Publik: 31 028 Domare: Bülent Yıldırım (Turkiet) | Publik: 31 028 Domare: Bülent Yıldırım (Turkiet) |
|  |                  |             |              |            | Publik: 31 028 Domare: Bülent Yıldırım (Turkiet) | Publik: 31 028 Domare: Bülent Yıldırım (Turkiet) |
|  |                  |             |              |            | Publik: 31 028 Domare: Bülent Yıldırım (Turkiet) | Publik: 31 028 Domare: Bülent Yıldırım (Turkiet) |

|  | 2 september 2011 | Irland | 0 – 0        | Slovakien | Aviva Stadium, Dublin                           |                                                 |
|  |                  |        | Matchrapport |           | Publik: 35 480 Domare: Pedro Proença (Portugal) | Publik: 35 480 Domare: Pedro Proença (Portugal) |
|  |                  |        |              |           | Publik: 35 480 Domare: Pedro Proença (Portugal) | Publik: 35 480 Domare: Pedro Proença (Portugal) |
|  |                  |        |              |           | Publik: 35 480 Domare: Pedro Proença (Portugal) | Publik: 35 480 Domare: Pedro Proença (Portugal) |

|  | 2 september 2011 | Andorra | 0 – 3        | Armenien                                           | Estadi Comunal, Andorra la Vella                     |                                                      |
|  |                  |         | Matchrapport | 35′ Pizzelli 75′ Ghazaryan 90+1′ (str.) Mchitarjan | Publik: 750 Domare: Alexander Kostadinov (Bulgarien) | Publik: 750 Domare: Alexander Kostadinov (Bulgarien) |
|  |                  |         |              |                                                    | Publik: 750 Domare: Alexander Kostadinov (Bulgarien) | Publik: 750 Domare: Alexander Kostadinov (Bulgarien) |
|  |                  |         |              |                                                    | Publik: 750 Domare: Alexander Kostadinov (Bulgarien) | Publik: 750 Domare: Alexander Kostadinov (Bulgarien) |

|  | 6 september 2011 | Ryssland | 0 – 0        | Irland | Luzjnikistadion, Moskva                       |                                               |
|  |                  |          | Matchrapport |        | Publik: 49 515 Domare: Felix Brych (Tyskland) | Publik: 49 515 Domare: Felix Brych (Tyskland) |
|  |                  |          |              |        | Publik: 49 515 Domare: Felix Brych (Tyskland) | Publik: 49 515 Domare: Felix Brych (Tyskland) |
|  |                  |          |              |        | Publik: 49 515 Domare: Felix Brych (Tyskland) | Publik: 49 515 Domare: Felix Brych (Tyskland) |

|  | 6 september 2011 | Slovakien | 0 – 4        | Armenien                                                  | Štadión pod Dubňom, Žilina                  |                                             |
|  |                  |           | Matchrapport | 57′ Movsisian 70′ Mchitarjan 80′ Ghazarjan 90+1′ Sarkisov | Publik: 7 238 Domare: Marcin Borski (Polen) | Publik: 7 238 Domare: Marcin Borski (Polen) |
|  |                  |           |              |                                                           | Publik: 7 238 Domare: Marcin Borski (Polen) | Publik: 7 238 Domare: Marcin Borski (Polen) |
|  |                  |           |              |                                                           | Publik: 7 238 Domare: Marcin Borski (Polen) | Publik: 7 238 Domare: Marcin Borski (Polen) |

|  | 6 september 2011 | Makedonien    | 1 – 0        | Andorra | Arena Filip II, Skopje                           |                                                  |
|  |                  | Ivanovski 59′ | Matchrapport |         | Publik: 5 000 Domare: Mark Steven Whitby (Wales) | Publik: 5 000 Domare: Mark Steven Whitby (Wales) |
|  |                  |               |              |         | Publik: 5 000 Domare: Mark Steven Whitby (Wales) | Publik: 5 000 Domare: Mark Steven Whitby (Wales) |
|  |                  |               |              |         | Publik: 5 000 Domare: Mark Steven Whitby (Wales) | Publik: 5 000 Domare: Mark Steven Whitby (Wales) |

|  | 7 oktober 2011 | Slovakien | 0 – 1        | Ryssland     | Štadión pod Dubňom, Žilina                      |                                                 |
|  |                |           | Matchrapport | 71′ Dzagojev | Publik: 10 087 Domare: Jonas Eriksson (Sverige) | Publik: 10 087 Domare: Jonas Eriksson (Sverige) |
|  |                |           |              |              | Publik: 10 087 Domare: Jonas Eriksson (Sverige) | Publik: 10 087 Domare: Jonas Eriksson (Sverige) |
|  |                |           |              |              | Publik: 10 087 Domare: Jonas Eriksson (Sverige) | Publik: 10 087 Domare: Jonas Eriksson (Sverige) |

|  | 7 oktober 2011 | Armenien                                                        | 4 – 1        | Makedonien | Hanrapetakan Stadion, Jerevan                           |                                                         |
|  |                | Pizzelli 28′ Mchitarjan 34′ Ghazarjan 69′ Sarkisov 90+1′ (str.) | Matchrapport | 86′ Šikov  | Publik: 14 403 Domare: Robert Schörgenhofer (Österrike) | Publik: 14 403 Domare: Robert Schörgenhofer (Österrike) |
|  |                |                                                                 |              |            | Publik: 14 403 Domare: Robert Schörgenhofer (Österrike) | Publik: 14 403 Domare: Robert Schörgenhofer (Österrike) |
|  |                |                                                                 |              |            | Publik: 14 403 Domare: Robert Schörgenhofer (Österrike) | Publik: 14 403 Domare: Robert Schörgenhofer (Österrike) |

|  | 7 oktober 2011 | Andorra | 0 – 2        | Irland               | Estadi Comunal, Andorra la Vella             |                                              |
|  |                |         | Matchrapport | 8′ Doyle 20′ McGeady | Publik: 860 Domare: Libor Kovařik (Tjeckien) | Publik: 860 Domare: Libor Kovařik (Tjeckien) |
|  |                |         |              |                      | Publik: 860 Domare: Libor Kovařik (Tjeckien) | Publik: 860 Domare: Libor Kovařik (Tjeckien) |
|  |                |         |              |                      | Publik: 860 Domare: Libor Kovařik (Tjeckien) | Publik: 860 Domare: Libor Kovařik (Tjeckien) |

|  | 11 oktober 2011 | Ryssland                                                                          | 6 – 0   | Andorra | Luzjnikistadion, Moskva                    |                                            |
|  |                 | Dzagojev 5′, 44′ Ignasjevitj 26′ Pavljutjenko 30′ Glusjakov 59′ Biljaletdinov 78′ | Rapport |         | Publik: 38 790 Domare: Eli Hacmon (Israel) | Publik: 38 790 Domare: Eli Hacmon (Israel) |
|  |                 |                                                                                   |         |         | Publik: 38 790 Domare: Eli Hacmon (Israel) | Publik: 38 790 Domare: Eli Hacmon (Israel) |
|  |                 |                                                                                   |         |         | Publik: 38 790 Domare: Eli Hacmon (Israel) | Publik: 38 790 Domare: Eli Hacmon (Israel) |

|  | 11 oktober 2011 | Irland                          | 2 – 1   | Armenien       | Aviva Stadium, Dublin                                       |                                                             |
|  |                 | Aleksanjan 43′ (sjm.) Dunne 59′ | Rapport | 62′ Mchitarjan | Publik: 45 200 Domare: Eduardo Iturralde González (Spanien) | Publik: 45 200 Domare: Eduardo Iturralde González (Spanien) |
|  |                 |                                 |         |                | Publik: 45 200 Domare: Eduardo Iturralde González (Spanien) | Publik: 45 200 Domare: Eduardo Iturralde González (Spanien) |
|  |                 |                                 |         |                | Publik: 45 200 Domare: Eduardo Iturralde González (Spanien) | Publik: 45 200 Domare: Eduardo Iturralde González (Spanien) |

|  | 11 oktober 2011 | Makedonien  | 1 – 1   | Slovakien   | Arena Filip II, Skopje                         |                                                |
|  |                 | Noveski 79′ | Rapport | 54′ Piroska | Publik: 4 100 Domare: Tony Chapron (Frankrike) | Publik: 4 100 Domare: Tony Chapron (Frankrike) |
|  |                 |             |         |             | Publik: 4 100 Domare: Tony Chapron (Frankrike) | Publik: 4 100 Domare: Tony Chapron (Frankrike) |
|  |                 |             |         |             | Publik: 4 100 Domare: Tony Chapron (Frankrike) | Publik: 4 100 Domare: Tony Chapron (Frankrike) |